# Нанкайський жолоб

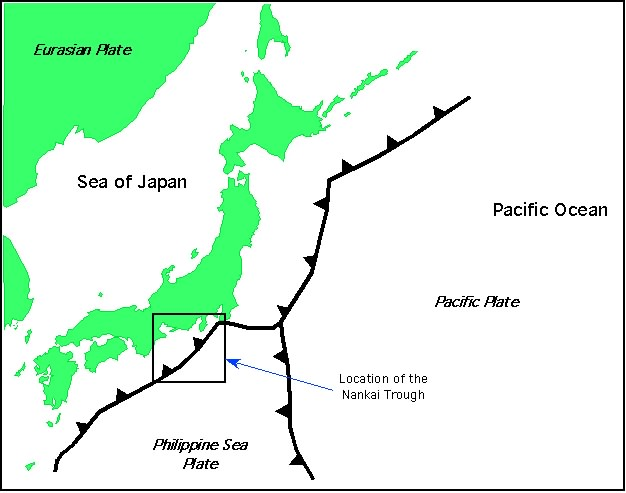
Розташування Нанкайського жолоба

Нанкайський жолоб (яп. 南海トラフ) — океанічний жолоб, розташований на південь від регіону Нанкайдо вздовж японського острова Хонсю, завдовжки приблизно на 900 км від берега.
 
Нанкайський жолоб, є джерелом руйнівних землетрусів. 
Жолоб потенційно є джерелом вуглеводневого палива у формі гідрату метану.
У тектоніці плит Нанкайський жолоб є зоною субдукції, спричинену субдукцією плити Філіппінського моря під Японією, частину Євразійської плити

У Нанкайському жолобі є велика кількість деформованих осадових відкладень (Ike, 2004), що є одним із найкращих прикладів акреційної призми на Землі. 
Крім того, дослідження сейсмічного відбиття виявили наявність фундаментальних вершин, які інтерпретуються як підводні гори, вкриті осадовими відкладеннями.
 
Північна частина жолоба відома як жолоб Суруга, а на сході — жолоб Сагамі. 
Нанкайський жолоб проходить приблизно паралельно Японській серединній тектонічній лінії.